# Leptodactylus labyrinthicus
Leptodactylus labyrinthicus es una especie de ránidos de la familia Leptodactylidae.

## Distribución geográfica
Se encuentra en Argentina, Bolivia, Brasil, Paraguay y Venezuela.